# Alexander Grünwald
Alexander Grünwald (* 1. Mai 1989 in Klagenfurt am Wörthersee) ist ein ehemaliger österreichischer Fußballspieler auf der Position eines Mittelfeldspielers.

## Karriere

### Jugend
Grünwald begann seine aktive Karriere als Fußballspieler an seinem sechsten Geburtstag, dem Staatsfeiertag 1995, als er vom Nachwuchs des FC Kärnten aufgenommen wurde. Dort durchlief er verschiedene Jugendspielklassen, ehe er im Juni 2003 in die Nachwuchsabteilung des FK Austria Wien in die Bundeshauptstadt wechselte. Bei den Wienern kam er vorerst in der Jugend zum Einsatz und spielte am Ende seiner Jugendzeit für das U-19-Team mit Spielbetrieb in der von Toto gesponserten U-19-Jugendliga. Weiters ist er ein Absolvent der Frank-Stronach-Akademie (FSA) mit Sitz im niederösterreichischen Hollabrunn. Zur Winterpause der Saison 2006/07 schaffte Grünwald den Sprung von der U-19-Akademiemannschaft in die zweite Profimannschaft der Wiener Austria, die ihren Spielbetrieb zum damaligen Zeitpunkt in der zweitklassigen österreichischen Ersten Liga hatte.

### Vereinskarriere
Im ersten Halbjahr kam er für die FK Austria Wien Amas bereits auf fünf Ligaeinsätze und zwei Tore. Sein Profidebüt gab er dabei am 13. April 2007 bei einem 1:1-Remis im Auswärtsspiel gegen den FC Admira Wacker Mödling, als er in der 81. Spielminute für Tomas Šimkovič, mit dem er später auch beim SC Magna spielen sollte, eingewechselt wurde. Auf seinen ersten Treffer als Profispieler ließ Grünwald auch nicht lange warten, denn bereits ein Monat nach seinem Profidebüt erzielte er bei einem 1:1-Auswärtsremis gegen seinen ehemaligen Jugendklub, dem FC Kärnten, in der elften Spielminute den Treffer zur 1:0-Führung. Die Vorlage zum Treffer machte Christian Schragner.
In der Saison 2007/08 gab Grünwald sein Bundesligadebüt, als er im ersten Spiel der Saison beim 2:2-Auswärtsremis gegen den SK Sturm Graz am 11. Juli 2007 in der 89. Spielminute für Yüksel Sariyar eingewechselt wurde. 2007/08 schaffte er es knapp nicht, sich als Stammspieler der Austria Amateure durchzusetzen, war aber dennoch mit vier Toren und drei Torvorlagen in 19 Meisterschaftspartien ein Leistungsträger in der Mannschaft. Nachdem er am 30. November 2007 beim 2:1-Heimsieg über den SC Austria Lustenau noch im Einsatz gewesen war und dabei sogar den Treffer zum 1:1-Ausgleich beigesteuert hatte, verletzte er sich kurz darauf Anfang Dezember 2007 an den Adduktoren. Als er bald darauf wieder fit war, musste er sich Anfang Jänner 2008 einer Kreuzbandoperation unterziehen und fiel so mehrere Monate aus.
Im Sommer 2008 wechselte der Mittelfeldakteur, obgleich er zu diesem Zeitpunkt wegen seiner Operation noch nicht am Spielbetrieb teilnehmen durfte, zum SC Magna Wiener Neustadt in die Erste Liga. Dort kam er nach dem Auskurieren der Operation am 22. August 2008 zu seinem Teamdebüt. Was danach folgte, waren zumeist Kurzeinsätze. Einzig und allein bei seinem letzten Spiel in der Saison 2008/09 kam der junge Mittelfeldspieler über die volle Spieldauer zum Einsatz. So brachte er es bei den Wiener Neustädtern auf einen Treffer und eine Vorlage in insgesamt 13 Ligaspielen. Am Ende der Saison durfte die Mannschaft mit sieben Punkten Abstand auf Verfolger Wacker Innsbruck den Meistertitel der Ersten Liga feiern.
Dazwischen wurde Grünwald kurzzeitig an den Kooperationsverein SV Wienerberg verliehen, dessen erste Kampfmannschaft in der drittklassigen Regionalliga Ost, einer von drei parallel laufenden Staffeln, vertreten war. Dabei erzielte er drei Tore bei fünf Einsätzen. Nicht nur im Ligageschehen konnte Grünwald während dieser Zeit mitmischen, denn auch im ÖFB-Cup der Saison 2008/09 nahm der damals 19-Jährige teil und kam so in drei Spielen für den SC Magna zu Kurzeinsätzen.
Während der Saison 2009/10 avancierte Grünwald immer mehr zu einem Stammspieler in der Bundesligamannschaft des SC Magna Wiener Neustadt. Weiters war Grünwald im ÖFB-Cup 2009/10 im Einsatz, wobei er am 18. September 2009 zusammen mit seinem Teamkollegen Mensur Kurtisi einer der Hauptverantwortlichen für den Einzug ins Achtelfinale des Bewerbs wurde. Nachdem im Spiel gegen den FC Pasching die Heimmannschaft mit 2:0 geführt hatte, drehten die Wr. Neustädter mit Treffern in der 88. (Kurtisi) und 93. Minute (Grünwald) noch das Spiel und konnten sich danach im anschließenden Elfmeterschießen nach der Verlängerung gegen die Oberösterreicher durchsetzen. Im Sommer 2011 wechselte Grünwald zum FK Austria Wien. In der Saison 2012/13 wurde er mit der Wiener Austria Meister.
In elf weiteren Jahren bei der Austria kam der Zehner zu über 320 Pflichtspieleinsätzen; ab der Saison 2018/19 war er zudem nach dem Karriereende von Robert Almer Kapitän, ehe er nach der Saison 2020/21 von Markus Suttner beerbt wurde. Nach der Saison 2021/22 beendete Grünwald im Alter von 33 Jahren seine Karriere als Aktiver.

### International
Erste internationale Erfahrung sammelte Grünwald bereits im Jahre 2006, als er erstmals im Kader der österreichischen U-18-Auswahl stand. Dabei bestritt er Anfang September 2006 ein Spiel gegen Alterskollegen aus der Schweiz. Ab 2007 stand der engagierte Mittelfeldspieler im Kader der U-19-Auswahl seines Heimatlandes und brachte es für diese auf insgesamt fünf Einsätze, in denen er jedoch ohne Torerfolg blieb. Nachdem Grünwald zuvor bereits für das U-19-Team zum Einsatz gekommen war, wurde er vom U-19-Nationaltrainer Hermann Stadler nicht in den Österreich-Kader für die Heim-Europameisterschaft 2007 in Oberösterreich gewählt, stand aber als Feldspieler auf Abruf zur Verfügung. Kurz vor dem U-20-Länderspiel gegen die deutschen U-20-Männer am 3. September 2008 wurde Grünwald erstmals in den U-20-Kader Österreichs gewählt.
Auf seinen ersten U-20-Teameinsatz musste der Mittelfeldakteur jedoch knapp ein Jahr warten. Am 12. August 2009 gab er bei einer 1:5-Heimniederlage gegen die Schweizer U-20 sein Debüt, als er von Beginn an auf dem Platz stand und über die volle Matchdauer durchspielte. Nur kurz darauf war er beim 1:1-Auswärtsremis, ebenfalls gegen die Schweiz, abermals über die gesamte Spieldauer auf dem Feld. Im März 2009 war Grünwald einer von vielen Spielern, die zum ersten Mal in ihrer Karriere in den Kader der österreichischen U-21-Nationalmannschaft berufen wurden.
Dabei debütierte der gebürtige Kärntner am 10. Oktober 2009 bei einem Qualifikationsspiel zur U-21-EM 2011 gegen die U-21 von Aserbaidschan, als er für seinen SC-Magna-Teamkollegen Guido Burgstaller zur Halbzeitpause eingewechselt wurde. Nachdem Aserbaidschan lange Zeit mit 1:0 geführt hatte, gewann Österreich mit Treffern in der 90. und 93. Minute doch noch das Spiel. Grünwald war dabei in der 93. Spielminute der Torschütze zum 2:1. Nachdem er bei seinem zweiten Einsatz über 62 Minuten zum Einsatz gekommen war, brachte er bei seinem dritten U-21-Teameinsatz eine glänzende Leistung. Beim abermaligen Spiel gegen Aserbaidschan leitete der junge Mittelfeldspieler alle drei Treffer von Atdhe Nuhiu ein; je einmal mit einem Freistoß, einem Pass und einer Flanke. Beim 4:0-Erfolg war er über die gesamte Spieldauer hinweg im Einsatz.

### Als Funktionär
Nach seinem Karriereende wurde Grünwald im Dezember 2023 Sportdirektor des Zweitligisten SV Stripfing. Im Oktober 2024 übernahm er als Nachfolger von Iñaki Bea zudem interimistisch den Trainerposten in Stripfing. Unter seiner Führung holte das Team in sieben Ligaspielen drei Punkte. Im Dezember 2024 wurde er von Emin Sulimani abgelöst.

## Erfolge
- 1× Meister der Ersten Liga: 2008/09
- 1× Meister der Bundesliga: 2012/13